# I. e. 24
Évszázadok: i. e. 2. század – i. e. 1. század – 1. század
Évtizedek: i. e. 70-es évek – i. e. 60-as évek – i. e. 50-es évek – i. e. 40-es évek – i. e. 30-as évek – i. e. 20-as évek – i. e. 10-es évek – i. e. 1-es évek – 1-es évek – 10-es évek – 20-as évek
Évek: i. e. 29 – i. e. 28 – i. e. 27 – i. e. 26 –  i. e. 25 – i. e. 24 – i. e. 23 – i. e. 22 – i. e. 21 – i. e. 20 – i. e. 19 

## Események

### Római Birodalom
- Augustus császárt (tizedszer) és Caius Norbanus Flaccust választják consulnak.
- Az Augustus utódjának szánt Marcus Claudius Marcellusnak a szenátus különleges jogokat adományoz: bár nem éri el a korhatárt, indulhat az aedilisi tisztségért és tíz évvel leszállítják a consuli korhatárt is a számára.
- Heródes szerelmes lesz egy Simon ben Boethus nevű pap lányába, Mariamnéba. Lemondatja a jeruzsálemi főpapot, Josua ben Fabust és Simont nevezi ki a helyére. Mivel így már rangjának megfelelő a család, feleségül veszi Mariamnét.

## Halálozások
- Aulus Terentius Varro Murena, római hadvezér

## Fordítás
- Ez a szócikk részben vagy egészben  a(z)   24 BC című angol Wikipédia-szócikk ezen változatának fordításán alapul.  Az eredeti cikk szerkesztőit annak laptörténete sorolja fel. Ez a jelzés csupán a megfogalmazás eredetét és a szerzői jogokat jelzi, nem szolgál a cikkben szereplő információk forrásmegjelöléseként.